# Happy! Lucky! bump.y!
『Happy! Lucky! bump.y!』（ハッピー! ラッキー! バンピー!）は、bump.y2作目のオリジナル・アルバム。2012年3月21日にSony Music Recordsから発売された。規格品番：SRCL-7933/4（初回限定盤）規格品番：SRCL-7935（通常盤）。

## 概要
CDのみの通常盤とDVD付の初回生産限定盤の2形態で発売。
収録曲は、1stシングル「voice」から4thシングル「Kiss!」までの表題曲とカップリング曲の8曲、「Kiss」以外のNarration ver.3曲、CD初収録の「Smileflower」「Colors」「卒業」3曲で構成された全14曲となっている。

## 収録曲
1. voice [4:16]
  - 作詞・作曲・編曲：藤末樹
  - 1stシングル表題曲。
2. 2人の星〜離れていても〜 [4:38]
  - 作詞：多田慎也　作曲：藤末樹・奥山明　編曲：藤末樹
  - ストリングスアレンジ：松田純一
  - 2ndシングル表題曲。
3. 卒業までに… [4:00]
  - 作詞：サイトウアカリ　作曲：重永亮介　編曲：生田真心
  - 3rdシングル表題曲。
4. Kiss! [3:18]
  - 作詞：Song Soo Yoon・サイトウアカリ・Han Jae Ho・Kim Seung Soo
  - 作曲：Han Jae Ho・Kim Seung Soo、編曲：Han Jae Ho
  - 4thシングル表題曲。
5. One emotion [4:36]
  - 作詞：eRiWo　作曲・編曲：内田智之
  - 1stシングルカップリング曲。
6. 赤いマフラー [3:53]
  - 作詞：多田慎也　作曲・編曲：板垣祐介
  - 2ndシングルカップリング曲。
7. New Day [3:26]
  - 作詞：Song Soo Yoon・サイトウアカリ・Han Jae Ho・Kim Seung Soo
  - 作曲：Han Jae Ho・Kim Seung Soo・An Jun Sung
  - 4thシングルカップリング曲。
8. ともだち [4:14]
  - 作詞・作曲：田村歩美　編曲：生田真心
  - 3rdシングルカップリング曲。
9. Smileflower [4:23]
  - 作詞：MIZUE　作曲：田辺恵二　編曲：An Jun Sung
  - 音楽配信限定シングル。アルバム初収録。
10. Colors [3:53]
  - 作詞：eRiWo　作曲・編曲：内田智之
  - アルバム初収録。
11. 卒業 [4:07]
  - 作詞・作曲：町田紀彦　編曲：田中直
  - アルバム初収録。
12. voice（Narration ver.） [3:54]
  - 作詞・作曲：藤末樹
  - 1stシングル通常盤のみ収録のボーナス・トラック。
13. 2人の星〜離れていても〜（Narration ver.） [5:17]
  - 作詞：多田慎也、作曲：藤末樹・奥山明
  - 2ndシングル通常盤のみ収録のボーナス・トラック。
14. 卒業までに…（Narration ver.） [3:13]
  - 作詞：サイトウアカリ、作曲：重永亮介
  - 3rdシングル通常盤のみ収録のボーナス・トラック。

### 初回生産限定盤DVD
1. voice　Music Video
2. 2人の星〜離れていても〜　Music Video
3. 卒業までに…　Music Video
4. Kiss!　Music Video
5. 赤いマフラー　Music Video
6. voice　Making 映像
7. 2人の星〜離れていても〜　Making 映像
8. 卒業までに…　Making 映像
9. Kiss!　Making 映像
10. Memories of Korea　Special映像